# Binnen- en Buiten-Uiterdijk
De polder Binnen- en Buiten-Uiterdijk ligt ten zuiden van de Zuiderdijk tussen de plaatsen Hoorn en Schellinkhout in de Nederlandse provincie Noord-Holland.
De polder bestaat uit twee delen. Het kleinste deel van ruim tien hectare, Buiten-Uiterdijk, ligt ten westen van een afwateringssloot die het gebied in tweeën deelt. Het grootste deel van bijna dertig hectare, Binnen-Uiterdijk, ligt ten oosten van deze sloot. Buiten-Uiterdijk ligt geheel buitendijks. Binnen-Uiterdijk is van het Markermeer gescheiden door een zomerdijk. Via de afwateringssloot wordt het water uit de polder Schellinkhout door het gemaal Schellinkhout afgevoerd naar het Markermeer. Het gemaal bevindt zich aan de overzijde van de Zuiderdijk in de buurtschap Munnickaij. Naast het gemaal staat de Groote molen, die tot 1914 zorgde voor de afwatering op deze plaats naar de toenmalige Zuiderzee.
Op 11 juli 1877 werd het polderreglement vastgesteld, waarbij bepaald werd dat beide delen van de polder onder dit reglement zouden vallen. De ingelanden van Buiten-Uiterdijk kregen het recht om twee bestuurders te benoemen. De ingelanden van Binnen-Uiterdijk mochten drie bestuurders benoemen.
De polder is een broed- en foerageergebied voor vogels, waaronder brandganzen.

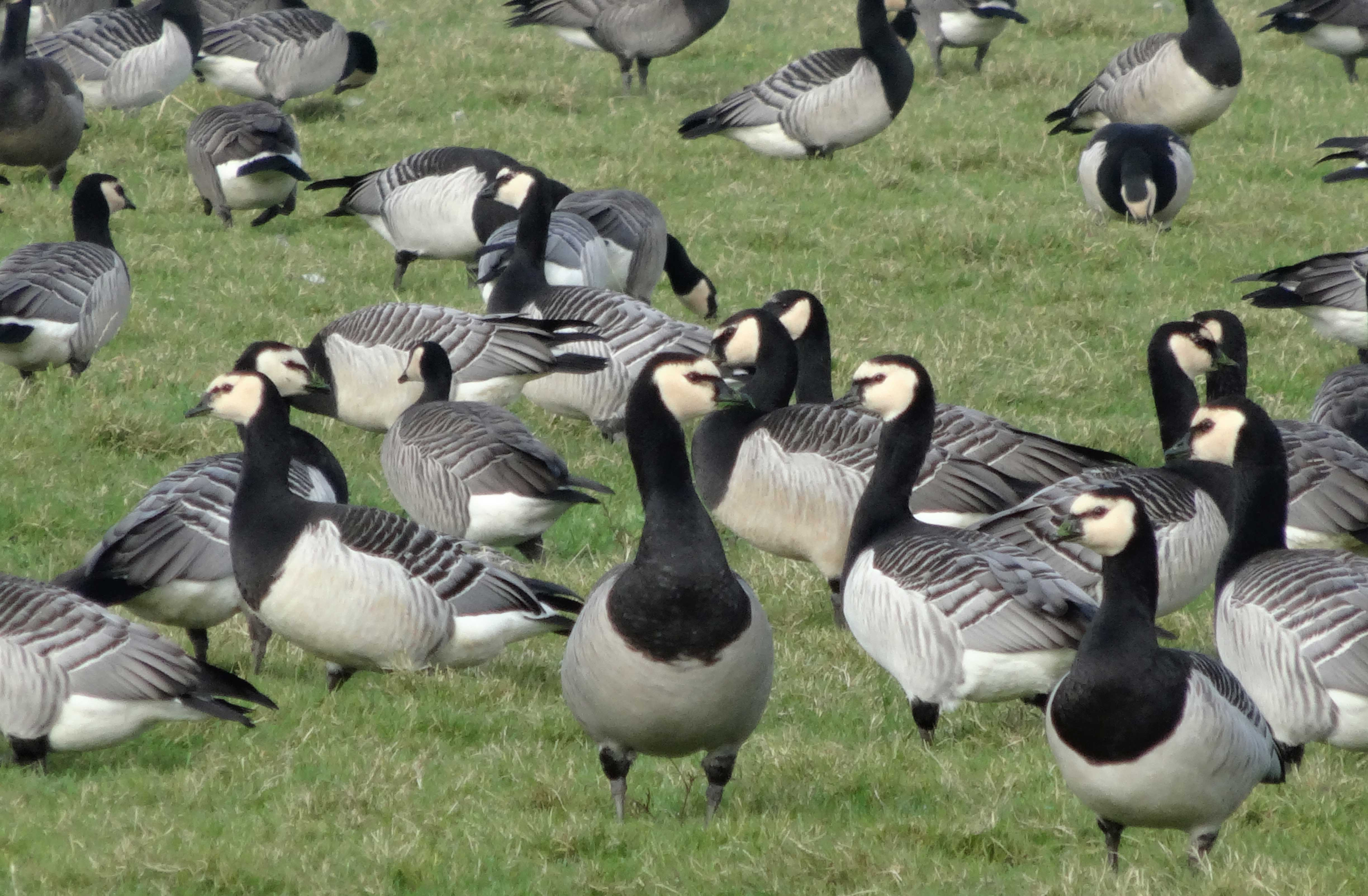
Brandganzen in de Binnen-Uiterdijk